# Powiat Lippe
Powiat Lippe (niem. Kreis Lippe) – powiat w Niemczech, w kraju związkowym Nadrenia Północna-Westfalia, w rejencji Detmold. Stolicą powiatu Lippe jest miasto Detmold.

## Podział administracyjny
Powiat Lippe składa się z:
- dziesięciu gmin miejskich (Stadt)
- sześciu gmin wiejskich (Gemeinde)

Gminy miejskie:
| Lp. | Nazwa gminy miejskiej | Ludność (31.12.2010) | Powierzchnia km² |
| --- | --------------------- | -------------------- | ---------------- |
| 1   | Bad Salzuflen         | 53.893               | 100,05           |
| 2   | Barntrup              | 8.910                | 59,46            |
| 3   | Blomberg              | 16.171               | 99,10            |
| 4   | Detmold               | 72.758               | 129,41           |
| 5   | Horn-Bad Meinberg     | 17.704               | 90,15            |
| 6   | Lage                  | 35.169               | 76,04            |
| 7   | Lemgo                 | 41.424               | 100,86           |
| 8   | Lügde                 | 10.400               | 88,64            |
| 9   | Oerlinghausen         | 16.670               | 32,69            |
| 10  | Schieder-Schwalenberg | 8.779                | 60,04            |

Gminy wiejskie:
| Lp. | Nazwa gminy wiejskiej | Ludność (31.12.2010) | Powierzchnia km² |
| --- | --------------------- | -------------------- | ---------------- |
| 1   | Augustdorf            | 9.583                | 42,18            |
| 2   | Dörentrup             | 8.219                | 49,79            |
| 3   | Extertal              | 12.081               | 92,49            |
| 4   | Kalletal              | 14.514               | 112,42           |
| 5   | Leopoldshöhe          | 16.113               | 36,93            |
| 6   | Schlangen             | 8.770                | 75,97            |